# Astacilla dollfusi
Astacilla dollfusi là một loài chân đều trong họ Arcturidae. Loài này được Monod miêu tả khoa học năm 1925.